# Enbandad brunbagge
Enbandad brunbagge (Hypulus bifasciatus) är en skalbaggsart som först beskrevs av Fabricius 1792.  Enbandad brunbagge ingår i släktet Hypulus, och familjen brunbaggar. Enligt den finländska rödlistan är arten nära hotad i Finland. Enligt den svenska rödlistan är arten sårbar i Sverige. Arten förekommer i Götaland, Gotland, Öland och Svealand. Artens livsmiljö är naturlundskogar.